# BYU Cougars football
La squadra di football dei BYU Cougars rappresenta la Brigham Young University. I Cougars competono nella Football Bowl Subdivision (FBS) della National Collegiate Athletics Association (NCAA) e nella Big 12 Conference.

## Storia
I Cougars hanno iniziato a schierare una squadra nel college football nel 1922, hanno vinto 23 titoli di conference e un campionato NCAA nel 1984 sotto la direzione di LaVell Edwards, a cui è dedicato lo stadio dell'istituto. BYU ha avuto tra le proprie file un vincitore dell'Heisman Trophy, Ty Detmer nel 1990. La squadra ha cambiato diverse volte conference durante la sua esistenza. Dal 1º luglio 2011 al 2022 è stata indipendente, non faceva cioè parte di alcuna conference. Il 10 settembre la Big 12 Conference ha accettato unanimemente la sua entrata nella conference. BYU è entrata ufficialmente a farvi parte il 1º luglio 2023.

## Titoli nazionali
| Anno | Allenatore     | Selettori | Record | Bowl    | Risultato            | AP finale | Allen. finale |
| ---- | -------------- | --- | ------ | ------- | -------------------- | --------- | ------------- |
| 1984 | Lavell Edwards | AP, Billingsley, Football Research, FW, National Championship Foundation, National Football Foundation, Poling, Sagarin (ELO-Chess), UPI, USA/CNN | 13–0   | Holiday | V 24–17 vs. Michigan | N. 1      | N. 1          |

## Numeri ritirati

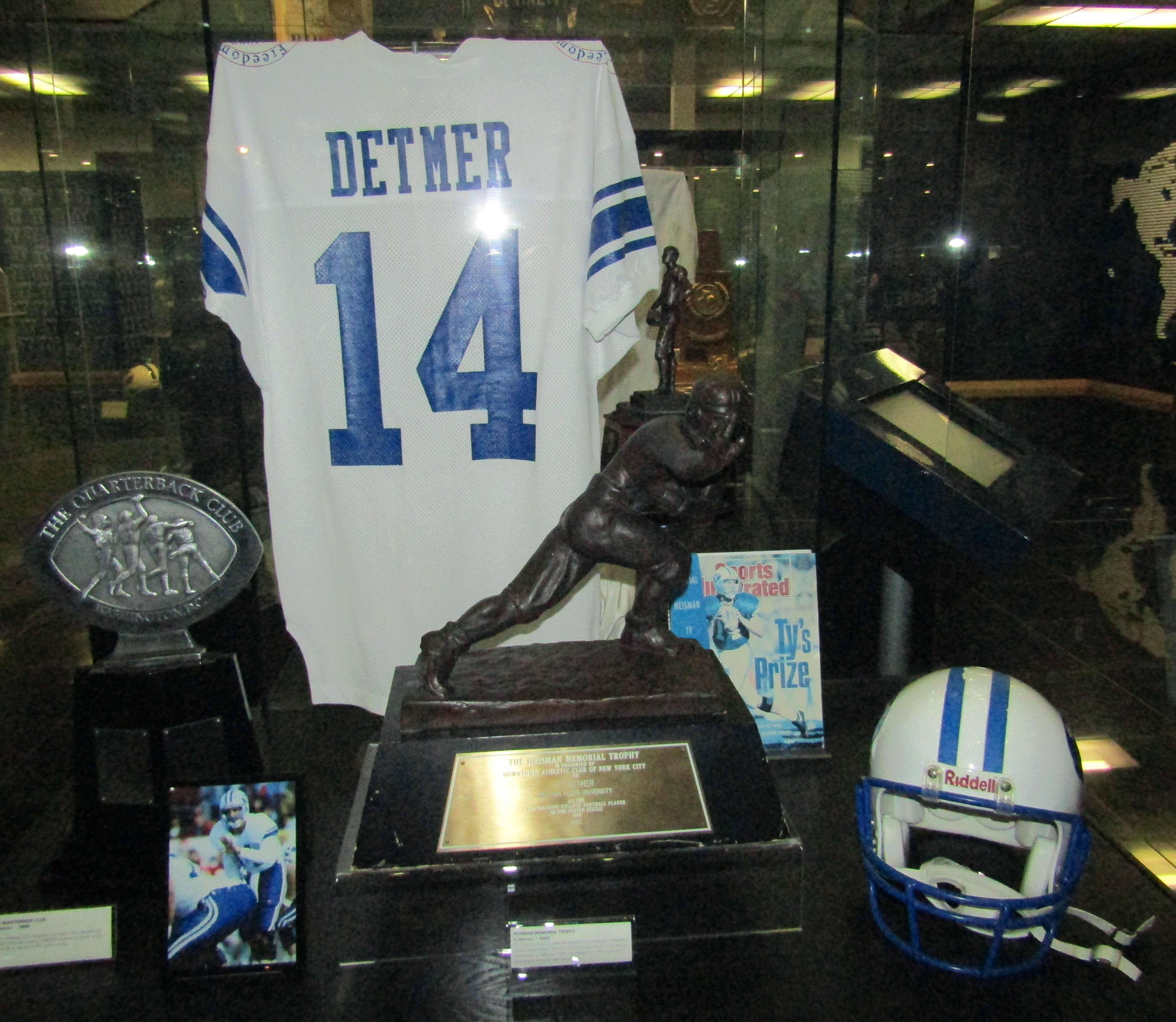
La maglia e l'Heisman Trophy di Ty Detmer nel 1990

| N. | Giocatore       | Ruolo | Anni    | Note  |
| -- | --------------- | ----- | ------- | ----- |
| 6  | Marc Wilson     | QB    | 1975–79 | [ 3 ] |
| 6  | Robbie Bosco    | QB    | 1981–85 | [ 3 ] |
| 6  | Luke Staley     | RB    | 1999–01 | [ 3 ] |
| 8  | Steve Young     | QB    | 1980–83 | [ 3 ] |
| 9  | Jim McMahon     | QB    | 1977–81 | [ 3 ] |
| 14 | Gifford Nielsen | QB    | 1973–77 | [ 3 ] |
| 14 | Ty Detmer       | QB    | 1987–91 | [ 3 ] |
| 40 | Eldon Fortie    | QB/RB | 1960–62 | [ 3 ] |
| 81 | Marion Probert  | DE    | 1952–54 | [ 3 ] |

## Membri della College Football Hall of Fame
| Nome            | Ruolo  | Anni a BYU | Classe |
| Gifford Nielsen | QB     | 1973–77    | 1994   |
| Marc Wilson     | QB     | 1975–79    | 1996   |
| Jim McMahon     | QB     | 1977–81    | 1998   |
| Lavell Edwards  | Allen. | 1972–00    | 2004   |
| Steve Young     | QB     | 1980–83    | 2005   |
| Gordon Hudson   | TE     | 1980–83    | 2009   |
| Ty Detmer       | QB     | 1987–91    | 2012   |

## Membri della Pro Football Hall of Fame
| Nome        | Ruolo | Stagioni NFL | Classe |
| Steve Young | QB    | 15           | 2005   |